# Károly Sós
Károly Sós (ur. 5 kwietnia 1909 w Budapeszcie, zm. 3 sierpnia 1991 tamże) – węgierski piłkarz, a także trener.

## Kariera piłkarska
W swojej karierze Sós reprezentował barwy zespołów Vasas, Nemzeti SC, Attila FC, US Saint-Malo, Olympique Alès, FC Bern, FK Banská Bystrica oraz Gamma FC.

## Kariera trenerska
W swojej karierze klubowej Sós prowadził drużyny Gamma FC, Szombathelyi Haladás, Újpest TE, Salgótarjáni BTC, Dorogi Tárna, Ferencvárosi TC oraz Budapesti Honvéd SE.
W 1957 roku wraz z Lajosem Barótim i Károlym Lakatem poprowadził w czterech meczach reprezentację Węgier. Trzy z nich były wygrane, a jeden przegrany.
W latach 1961–1967 Sós był selekcjonerem reprezentacji NRD. W roli tej zadebiutował 14 maja 1961 w zremisowanym 1:1 meczu eliminacji do Mistrzostw Świata 1962 z Holandią. W 1964 roku doprowadził reprezentację NRD do zdobycia brązowego medalu na letnich igrzyskach olimpijskich. Łącznie poprowadził ją w 43 meczach, z których 19 było wygranych, 9 zremisowanych i 15 przegranych.
W latach 1968–1969 Sós ponownie trenował reprezentację Węgier i była to ostatnia praca w jego karierze szkoleniowej.